# Bus factor

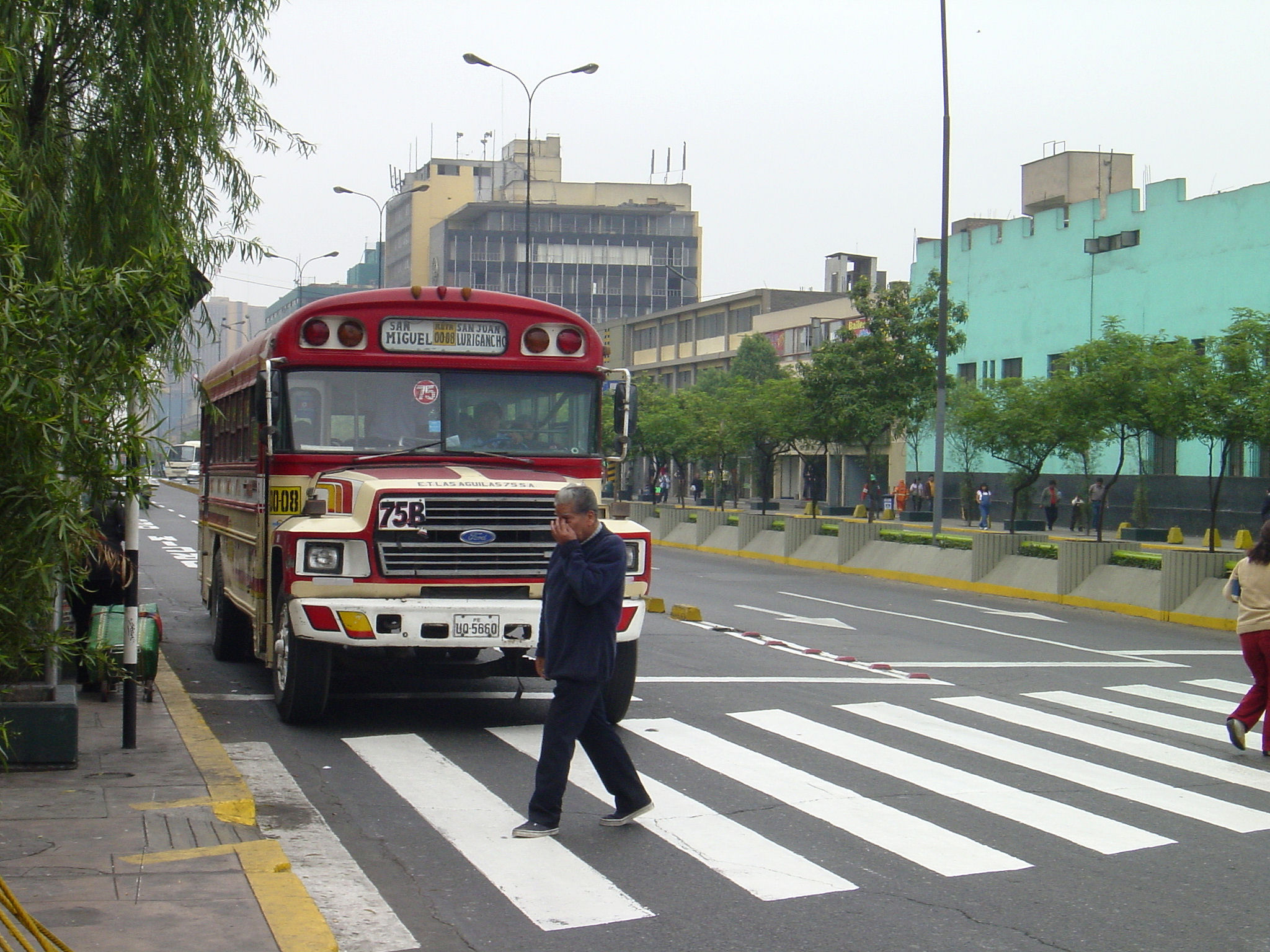
Bus factor вимірює чи провалиться проєкт, якщо один з членів команди потрапить під автобус

Bus factor («фактор автобуса») проєкту — це кількість ключових учасників команди, які у випадку втрати своєї дієздатності, призведуть до неможливості рухати спільний проєкт далі. Bus factor є мірою зосередження інформації поміж окремими учасниками проєкту. Високий bus factor означає, що проєкт зможе продовжувати розвиватись навіть за несприятливих умов. Термін часто використовується у галузі розробки програмного забезпечення,
«Потрапити під автобус» може мати багато різних форм. Наприклад, коли у проєкті залишиться інформація (така як вихідний код), з якою жоден з розробників, що залишились, не знайомий. «Потрапити під автобус» — будь-що, що раптово і надовго позбавить ключову особу можливості брати участь в проєкті. Це може бути звільнення, захворювання чи смерть.
Одним із ранніх застосувань цього типу висловлювань є запитання, яке поставив Майкл Маклей про те, що сталось би з Python якби Гвідо ван Россума збив би автобус.